# Serra del Fonoll
La serra del Fonoll (també coneguda com a serra Morena) són un conjunt de turons de l'illa de Mallorca que separen els termes de Montuïri i Lloret de Vistalegre.
Les possessions que travessa són el puig Moltó, son Company, can Calussa, Son Boiràs, son Berenguer, Sabor i son Toni Coll al terme de Montuïri. Per la seva banda al terme de Lloret són la casa Nova, can Talaió, son Miralles i son Vent.
Tradicionalment era coneguda pels casos de violència i bruixeria que varen tenir lloc en aquestes contrades.